# Choi Seong-guk
Choi Seong-guk (Corea del Sur, 2 de diciembre de 1970) es un actor coreano, conocido principalmente por "Saekjeuk shigong" (2002), "Guseju" (2006) y "Saek-jeuk-shi-gong-ssi-zeun-too" (2007).

## Filmografía
Películas
| Año  | Título                                           | Papel                  | Notas          |
| ---- | ------------------------------------------------ | ---------------------- | -------------- |
| 2002 | "Saekjeuk shigong"                               |                        | Coprotagonista |
| 2003 | "Nangman jagaek"                                 | Ye Ryang               | Protagonista   |
| 2005 | "Yeonae-sulsa"                                   | Han Joon-seok          | Protagonista   |
| 2005 | "Lee Dae-ro, jook-eul soon eobs-da"              | Detective Cha Jin-chul | Protagonista   |
| 2006 | "Guseju"                                         | Im Jungwhan            | Protagonista   |
| 2006 | "Yeolliji"                                       | Kyung-min              | Protagonista   |
| 2007 | "Kim-gwanjang dae Kim-gwanjang dae Kim-gwanjang" |                        | Protagonista   |
| 2007 | "Saek-jeuk-shi-gong-ssi-zeun-too"                | Seong-gook             | Protagonista   |
| 2009 | "Guseju 2"                                       | Im Jungwhan            | Protagonista   |
| 2015 | "Seoul Searching"                                | Gangster Song          | Secundario     |